# Лудодактиль
Лудодактиль (лат. Ludodactylus)  — род птеродактилоидных птерозавров, известных из нижнемеловых (аптский ярус) отложений геологической формации Крато бассейна Арарипе, штат Сеара (Бразилия). Типовым и единственным видом является Ludodactylus sibbicki.

## Название
Вид Ludodactylus sibbicki назвала и описала группа палеонтологов под руководством Эберхарда Фрея в 2003 году. Родовое название происходит от лат. ludus — «игра» и др.-греч. δάκτυλος — «палец». Это отсылка к игрушечным птерозаврам, которых для создания грозного вида делают одновременно с гребнем на голове и зубами в пасти. Реальных птерозавров с такой комбинацией признаков прежде известно не было, но у лудодактиля она наблюдается. Видовое название является данью уважения палеоиллюстратору Джону Сиббику.

## Описание

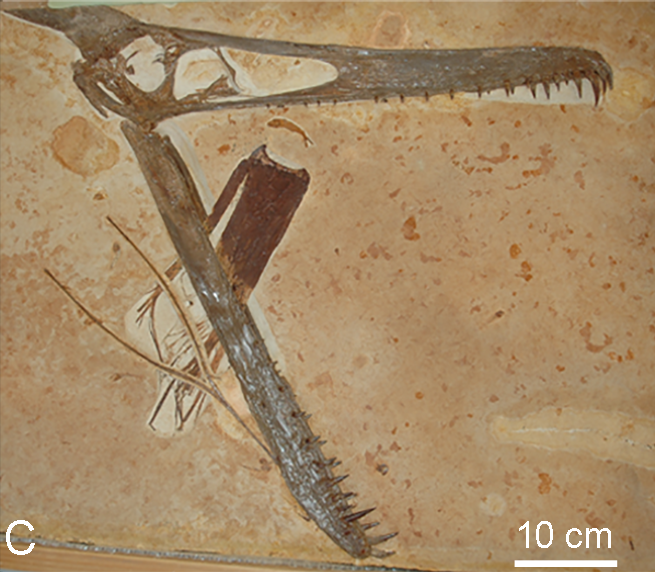
Окаменелый череп с листом юкки в челюсти

Таксон основан на голотипе SMNK PAL 3828 — черепе длиной более 66 сантиметров, лишённом части гребня, который удалили с каменной плитки до незаконной продажи окаменелости. В отличие от других представителей семейства орнитохейрид, у лудодактиля не было предчелюстного гребня на морде, однако был гребень на затылочной части, как у птеранодона. Авторы описания интерпретировали глубокую нижнюю челюсть как несущую гребень в нижней части. Между ветвями этой челюсти зажат лист юкки; авторы описания предположили, что птерозавр схватил его, а потом безуспешно пытался от него избавиться (край листа потрепался), после чего, возможно, умер от голода.

## Систематика
Фрей и его соавторы отнесли лудодактиля к семейству орнитохейрид. В 2007 году Фрей подверг сомнению валидность таксона, предположив, что он может быть младшим синонимом Brasileodactylus. Тем не менее обширный анализ Брайана Андреса и Джереми Кларка (2014) подтвердил первоначальное размещение таксона в пределах орнитохейрид в отдельной, «выкроенной», позиции.